# Kungsholms Express

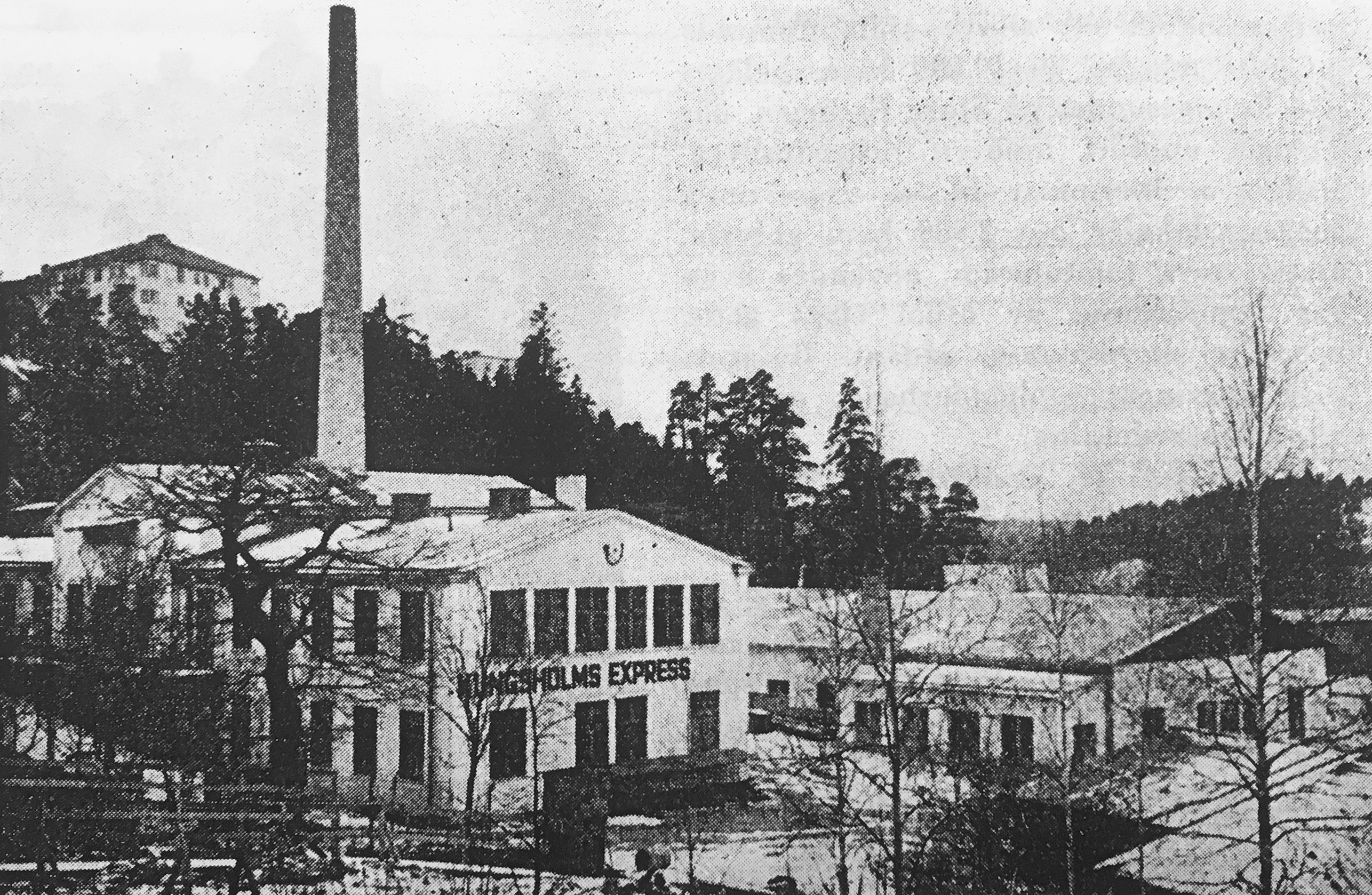
Kungsholms Express, Stora Essingen.

Kungsholms Express (Kungsholms Express & Spedition AB) var ett flyttbolag i Stockholm som grundades 1896. Kungsholms var i privat ägo in på 1980-talet då det köptes av Bilspedition och ingick i deras specialdivision (saknas). Kungsholms hade fyra kontor, Stockholm, Göteborg, Malmö och Jönköping. Bolaget hade sin verksamhet på Stora Essingen fram till 1988. då man flyttade från Stora Essingen till Eriksbergs industriområde i Alby, Botkyrka kommun, på den sedermera berömda adressen Kumla Gårdsväg 9. 1999 sålde Bilspedition Kungsholms Express till Sirva Inc, i samma affär förvärvades alla bolag i Scanvan, Majortrans i Norge, Kungsholms i Sverige samt Adams Transport i Danmark. 2007 ansökte Sirva Inc om skydd enligt Chapter 11 i USA och bolaget sålde alla sin verksamheter i Europa till Team Relocations BV i Holland. Kungsholms Express bytte namn till TeamAllied och beslut togs att avveckla all inrikes verksamhet, därmed såldes varumärket "Kungsholms" med inrikesflytt och kontorsflytt till ICM AB. Samma år flyttade man verksamheten till Rörvägen i Jordbro till en helt ny terminal på 8000kvm och med ett kontor för 60 anställda.